# GEOINT

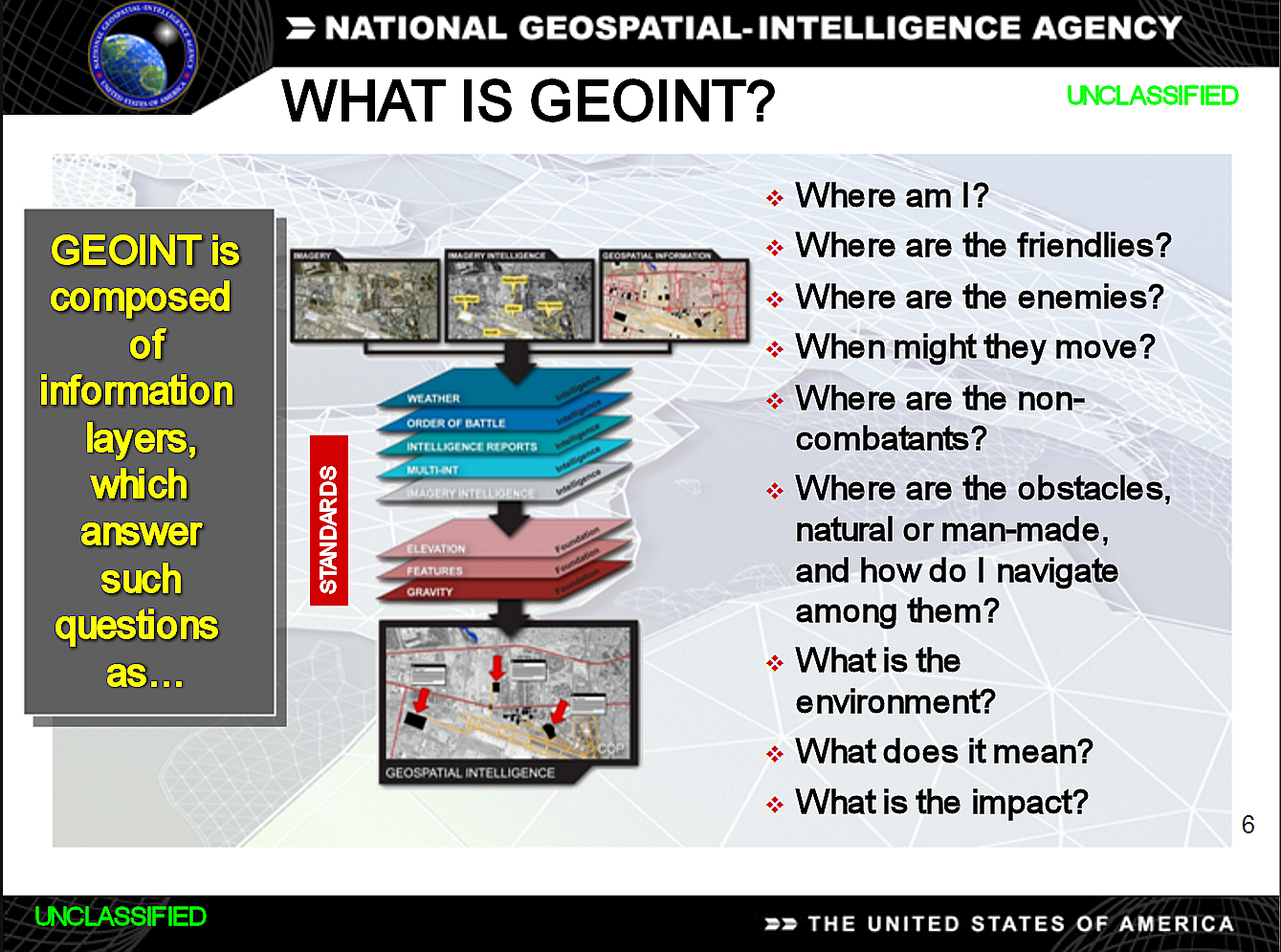

Aux États-Unis, le concept de geospatial intelligence (GEOINT) est le renseignement militaire sur l'activité humaine sur terre dérivée de l'exploitation et de l'analyse d'images et d'informations géospatiales qui décrivent, évaluent et représentent visuellement des caractéristiques physiques et des activités géographiquement référencées sur la Terre. 

## Description
GEOINT, tel que défini dans le code américain, se compose d'images, d'informations de type IMINT et géospatiales.
Parmi les applications, on compte les satellites d'alerte précoce.